# Chapman (Maine)
Chapman város az USA Maine államában, Aroostook megyében. Lakosainak száma 491 fő (2020. április 1.).

## Népesség
A település népességének változása:

| 2010 | 468 |
| 2020 | 491 |